# Hale Hamilton
Hale Rice Hamilton (28 de febrero de 1880-19 de mayo de 1942)  fue un actor estadounidense.

## Biografía
Hamilton nació en Topeka, Kansas en 1880. (Su año de nacimiento figura a veces como 1879 o 1883). 
El debut de Hamilton en Broadway fue en Don Caesar's Return (1901).
Estuvo casado con tres actrices, Jane Oaker, Myrtle Tannehill y Grace La Rue. Tannehill demandó a Hamilton, acusándolo de haber sido atraído por La Rue.
Murió de una hemorragia cerebral en 1942 en Hollywood, California.[cita requerida]

## Filmografía
- Her Painted Hero (1915, cortometraje) - Un ídolo de la matiné
- The Winning of Beatrice (1918) - Robert Howard
- Opportunity (1918) - Anthony Fry
- Five Thousand an Hour (1918) - Johnny Gamble
- The Return of Mary (1918, escritor)
- Johnny-on-the-Spot (1919) - Johnny Rutledge
- That's Good (1919) (juntó con Grace La Rue) - Marcellus Starr
- After His Own Heart (1919) - Thomas Wentworth Duncan
- Full of Pep (1919) - Jimmy Baxter
- In His Brother's Place (1919) - Nelson Drake / J. Barrington Drake
- The Four-Flusher (1919) - Lon Withers
- His Children's Children (1923) - Rufus Kayne
- The Manicure Girl (1925) - James Morgan
- The Greater Glory (1926) - Leon Krum
- The Great Gatsby (1926) - Tom Buchanan
- Tin Gods (1926) - Dr. McCoy
- Summer Bachelors (1926) - Beverly Greenway
- Girl in the Rain (1927)
- The Telephone Girl (1927) - Mark
- Good Intentions (1930) - Franklin Graham
- Common Clay (1930) - Judge Samuel Filson
- Paid (1930) - District Attorney Demarest
- Beau Ideal (1931) - Maj. LeBaudy
- Dance, Fools, Dance (1931) - Mr. Selby
- The Drums of Jeopardy (1931) - Martin Kent
- A Tailor Made Man (1931) - Mr. Stanlaw
- Strangers May Kiss (1931) - Andrew
- Never the Twain Shall Meet (1931) - Mark Mellenger
- The Great Lover (1931) - Stapleton
- Rebound (1931) - Lyman Patterson
- Murder at Midnight (1931) - Phillip Montrose
- New Adventures of Get Rich Quick Wallingford (1931) - Charles Harper
- Susan Lenox (Her Fall and Rise) (1931) - Mike Kelly
- The Champ (1931) - Tony Carleton
- The Cuban Love Song (1931) - John
- A Fool's Advice (1932) - George Diamond
- Love Affair (1932) - Bruce Hardy
- Two Against the World (1932) - Mr. Gordon Mitchell
- Life Begins (1932) - Dr. Cramm
- Those We Love (1932) - Blake
- The Most Dangerous Game (1932) - Bill - propietario de Yacht (sin acreditar)
- A Successful Calamity (1932) - John Belde - asociado comercial de Wilton
- Three on a Match (1932) - Defense Attorney
- I Am a Fugitive from a Chain Gang (1932) - Rev. Robert Allen
- Call Her Savage (1932) - Cyrus Randall (uncredited)
- Manhattan Tower (1932) - David Witman
- The Billion Dollar Scandal (1933) - Jackson
- Employees' Entrance (1933) - Monroe
- Reform Girl (1933) - Santor Putnam
- Parole Girl (1933) - Anthony 'Tony' Grattan
- Black Beauty (1933) - Harlan Bledsoe
- Strange People (1933) - J.E.Burton - the Attorney
- One Man's Journey (1933) - Dr. Tillinghast
- The Wolf Dog (1933, Serial) - Norman Bryan
- Curtain at Eight (1933) - Major Manning
- Sitting Pretty (1933) - Vinton (sin acreditar)
- Twin Husbands (1933) - Colonel Gordon Lewis
- The Quitter (1934) - Maj. Stephen Winthrop
- City Park (1934) - Herbert Ransome
- Private Scandal (1934) - Jim Orrington (sin acreditar)
- Dr. Monica (1934) - Dr. Brent
- The Girl from Missouri (1934) - Charlie Turner
- Big Hearted Herbert (1934) - Mr. Havens
- When Strangers Meet (1934) - Captain Manning
- The Marines Are Coming (1934) - Colonel Gilroy
- Grand Old Girl (1935) - Killaine
- After Office Hours (1935) - Henry King Patterson
- The Woman in Red (1935) - Wyatt Furness
- Hold 'Em Yale (1935) - Mr. Wilmot
- Let 'Em Have It (1935) - Exsenador Reilly
- The Nitwits (1935) - Winfield Lake
- Calm Yourself (1935) - Mr. M.B. Kent
- Dante's Inferno (1935) - Mr. Wallace (sin acreditar)
- I Live My Life (1935) - Tío Carl
- Three Kids and a Queen (1935) - Ralph
- The Adventures of Marco Polo (1938) - Maffeo Polo (sin acreditar)
- Edison, the Man (1940) - Broker (sin acreditar) (último papel cinematográfico)